# Glenognatha centralis
Glenognatha centralis là một loài nhện trong họ Tetragnathidae.
Loài này thuộc chi Glenognatha. Glenognatha centralis được Ralph Vary Chamberlin miêu tả năm 1925.